# Czarna lista (serial telewizyjny)
Czarna lista (ang. The Blacklist) – amerykański serial telewizyjny wyprodukowany przez telewizję NBC. Jest emitowany od 23 września 2013 roku. Pomysłodawcą serialu jest Jon Bokenkamp.
W Polsce od 24 października 2013 roku serial emituje AXN. W dniu 14 maja 2018, stacja NBC potwierdziła produkcję szóstego sezonu, zostawiając sobie jednocześnie furtkę dla kolejnych sezonów. Serial dostępny jest także w serwisie Netflix.
Spin-offem Czarnej listy jest serial Czarna lista: Odkupienie.

## Fabuła
Akcja serialu skupia się na Raymondzie „Red” Reddingtonie, najbardziej poszukiwanym przez FBI przestępcy na świecie. Nagle postanawia się poddać, pod warunkiem, że będzie pracował jedynie z agentką FBI Elizabeth Keen. W zamian Red poda listę przestępców, z którymi współpracował i umożliwi FBI ich aresztowanie.

## Obsada

### Role główne
- James Spader jako Raymond „Red” Reddington, bezwzględny przestępca, dopuszczający się najcięższych zbrodni, który zdecydował się na współpracę z FBI,
- Megan Boone jako Elizabeth Keen / Masha Rostova, agentka FBI wyznaczona przez Reddingtona do kontaktów z nim,
- Harry Lennix jako Harold Cooper, zastępca dyrektora FBI
- Diego Klattenhoff jako Donald Ressler, agent FBI
- Ryan Eggold jako Tom Keen / Jacob Phelps, mąż Elizabeth Keen
- Parminder Nagra jako Margot Malik, agentka CIA, współpracująca z FBI (występuje tylko w 1 sezonie)[5]
- Amir Arison jako Aram Mojtabai, technik FBI[6][7]
- Hisham Tawfiq jako Dembe, osobisty ochroniarz Reddingtona[8]
- Mozhan Marnò jako Samar Navabi, była agentka Mosadu współpracująca z tajną jednostką FBI[9]

### Role drugoplanowe
- Jane Alexander jako Diane Fowler, rzecznik Departamentu Sprawiedliwości[10]
- Charles Baker jako Newton „Grey” Phillips
- Deborah S. Craig jako Luli Zheng
- Alan Alda jako Alan Fitch
- Susan Blommaert jako pan Kaplan
- Rachel Brosnahan jako Lucy Brooks / Jolene Parker
- Lance Reddick jako Kowboy, łowca nagród
- Peter Stormare jako Berlin
- Emily Tremaine jako Audrey Bidwell
- Mary-Louise Parker jako Naomi Highland[11]
- Lee Tergesen jako Frank Highland, mąż Naomi[12]
- David Strathairn jako dyrektor US National Cladenstine Service[13]
- Edi Gathegi jako pan Solomon[14](od 3 sezonu)
- Leon Rippy jako Hunter[15](od 4 sezonu)

### Gościnne występy
- Isabella Rossellini jako Floriana Campo, prawniczka zwalczająca handel żywym towarem. Staje się celem płatnego mordercy Freelancera[10]
- Robert Knepper jako kurier[16]
- William Sadler jako Sam, znajomy z przeszłości Liz, który jest śmiertelnie chory[17]
- Andrew Dice Clay jako dr Maltz, chirurg plastyczny, który zmienił twarz jednego z kryminalistów[17]
- Justin Kirk jako Nathaniel Wolff, założyciel antykapitalistycznego ruchu[17]
- Alan Alda jako Crowley, dawny wróg Reddingtona[18]
- Zach Grenier jako Novak, zajmujący się wypchaniem zwierząt, co jest tylko przykrywką dla handlu rzadkimi i egzotycznymi antykami[19]
- Jennifer Ehle jako Madeline Pratt – bizneswomen, którą coś łączyło w przeszłości z Reddingtonem[19]
- Dianne Wiest jako szefowa organizacji Amnesty United[20]
- Peter Scanavino jako starszy brat Toma[21]
- Linus Roache jako Kingmaker, ekspert od zamachów politycznych[22]
- Krysten Ritter jako analityczka pracująca w firmie ochroniarskiej[23]
- Paul Reubens jako pan Vargas[24]
- Janel Moloney jako Katy Godson[13]
- Gloria Reuben jako Selm Orchard[13]
- Oded Fehr jako Levi, agent Mosadu

## Odcinki
| Sezon | Sezon | Odcinki | Oryginalna emisja    | Oryginalna emisja | Oryginalna emisja    | Oryginalna emisja | Oryginalna emisja |
| Sezon | Sezon | Odcinki | Premiera sezonu      | Finał sezonu      | Premiera sezonu      | Finał sezonu      |                   |
| ----- | ----- | ------- | -------------------- | ----------------- | -------------------- | ----------------- | ----------------- |
|       | 1     | 22      | 23 września 2013     | 12 maja 2014      | 24 października 2013 | 29 maja 2014      |                   |
|       | 2     | 22      | 22 września 2014     | 14 maja 2015      | 6 listopada 2014     | 4 czerwca 2015    |                   |
|       | 3     | 23      | 24 września 2015     | 19 maja 2016      | 11 listopada 2015    | 22 lipca 2016     |                   |
|       | 4     | 22      | 22 września 2016     | 18 maja 2017      | 19 stycznia 2017     | 6 lipca 2017      |                   |
|       | 5     | 22      | 27 września 2017     | 16 maja 2018      | —                    | —                 |                   |
|       | 6     | 22      | 4 stycznia 2019      | 17 maja 2019      | —                    | —                 |                   |
|       | 7     | 19      | 4 października 2019  | 15 maja 2020      | —                    | —                 |                   |
|       | 8     | 22      | 13 listopada 2020    | 23 czerwca 2021   | —                    | —                 |                   |
|       | 9     | 22      | 21 października 2021 | 27 maja 2022      | —                    | —                 |                   |
|       | 10    | 22      | 26 lutego 2023       | 13 lipca 2023     |                      |                   |                   |

## Produkcja
3 grudnia 2013 stacja NBC zamówiła 2 sezon Czarnej listy, na który składa się z 22 odcinków, a 5 lutego 2015 roku, zamówiła sezon trzeci. 8 grudnia tego samego roku, NBC oficjalnie zamówiła 4 sezon, 11 maja 2017 roku 5,, a 13 maja 2018 roku  – sezon szósty. 11 marca 2019 roku poinformowano o przedłużeniu serialu o kolejną siódmą serię. 20 lutego 2020 roku stacja oficjalnie zamówiła ósmy sezon.